# Lumptibiella
Genre
Lumptibiella est un genre d'araignées aranéomorphes de la famille des Salticidae.

## Distribution
Les espèces de ce genre sont endémiques d'Argentine.

## Liste des espèces
Selon World Spider Catalog (version 24, 14/03/2023) :
- Lumptibiella camporum Rubio, Baigorria & Stolar, 2022
- Lumptibiella chacoensis Rubio, Baigorria & Stolar, 2022
- Lumptibiella demagistrisi Rubio, Baigorria & Stolar, 2023
- Lumptibiella paranensis Rubio, Baigorria & Stolar, 2022

## Systématique et taxinomie
Ce genre a été décrit par Rubio, Baigorria et Stolar en 2022 dans les Salticidae.

## Publication originale
- Rubio, Baigorria & Stolar, 2022 : « Two new genera and four new species of jumping spiders (Araneae: Salticidae: Dendryphantini). » Species, vol. 23, no 71, p. 193-206.